# Étale cohomologie
In de algebraïsche meetkunde, deelgebied van de wiskunde, is étale cohomologie een fundamentele invariant van algebraïsche variëteiten over eender welk veld, meer algemeen van een arbitrair schema. Deze cohomologie-theorie is een algebraïsche tegenhanger van singuliere cohomologie van een topologische ruimte. Ze is gedefinieerd als een schoof-cohomologie in de étale-topologie, dit is geen gebruikelijke topologie maar een veralgemeende Grothendieck-topologie die de Zariski topologie verfijnd. De theorie was geïntroduceerd in de jaren '60 door Alexander Grothendieck en zijn collega's, beinvloed door ideeën van Jean-Pierre Serre, en werd verder onderbouwd door Michael Artin en later vereenvoudigd door Pierre Deligne in SGA4.1/2.
Etale cohomologie zorgde voor een unificatie van verschillende eerdere concepten, zoals de Tate module van een abelse variëteit en de Brauer group. Enkele belangrijke toepassingen van étale cohomologie zijn de constructie van verscheidene representaties van Galois groepen die relevant zijn voor het Langlands programma, de constructie van representaties van eindige groepen van het Lie-type, p-adische analogieën van Hodge theorie, enzovoorts.
het woord 'étale' komt van de notie van étale morfismen in de algebraïsche meetkunde, dit zijn morfismen die voldoen aan bepaalde aspecten van de impliciete functiestelling. Het woord étale is ontleent uit de Franse poëzie; een voetnoot in Mumford's ''Red Book on Algebraic Geometry'' leest: "The word [étale] apparently refers to the appearance of the sea at high tide under a full moon in certain types of weather."

## Aanleiding
De historische aanleiding voor de theorie was de zoektocht naar het construeren van een Weil-cohomologietheorie met coefficienten in een veld van karakteristiek nul voor algebraïsche variëteiten over een eindig veld. Zoals eerst werd gesuggereerd door Serre toont het bestaan van zo'n cohomologie-theorie de meeste vermoedens van Weil aan via een Lefschetz fixpunt-formule. Dwork had reeds eerder de rationaliteit van Weil genererende functies bewezen via p-adische methoden (een van de vermoedens van Weil), maar de machinerie van étale cohomologie, in het bijzonder de constructie van  ℓ-adische cohomologie, gaf naast een conceptuele verklaring van deze rationaliteit ook het bewijs van de meeste Weil vermoedens, op één vermoeden na: de analogie van de Riemann-hypothese over eindige velden. Dit vermoeden werd later bewezen door Pierre Deligne in 1974 via een gesofisticeerd argument gebruik makende van Lefschetz waaiers en monodromie-technieken. Grothendieck voorzag echter een ander bewijs-programma voor de Riemann-hypothese, via zijn 'standaard'-vermoedens over algebraïsche cykels, die tot op vandaag wijd open blijven. Deligne gaf ook verschillende veralgemeningen, die later resulteerden in de theorie van gemengde Hodge structuren. 

## Motivatie
Voor complexe algebraïsche variëteiten zijn invarianten uit de algebraïsche topologie zoals de fundamentaalgroep en cohomologiegroepen erg nuttig, en men zou graag analogen hiervan hebben voor variëteiten over andere velden, zoals eindige velden. Een reden hiervoor is dat Weil suggereerde dat de vermoedens van Weil bewezen konden worden met behulp van zo'n cohomologietheorie. 
De cohomologie van schoven, zoals geintroduceerd door Serre, dient gezien te worden als een analogie van de theorie van cohomologie met coëfficiënten in een vectorbundel. Voor coherente schoven levert deze theorie een sterke cohomologie-theorie in de Zariskitopologie van een algebraïsche variëteit die dezelfde resultaten geeft als in het geval van complexe variëteit met de veel fijnere complexe topologie. Echter, constante schoven zijn geen coherente schoven in de Zariski-topologie en dus is het a priori onduidelijk of men ook cohomologie-groepen met coëfficiënten in de gehele getallen kan definiëren zoals in het complexe geval. De cohomologie van constante schoven gedraagt zich echter zeer slecht, in feite zijn alle hogere cohomologiegroepen van de constante schoof van gehele getallen triviaal voor een irreducibele variëteit.
De reden dat de Zariskitopologie niet goed werkt is dat hij te grof is: deze heeft te weinig open verzamelingen. Er is ook a priori geen fijnere kandidaat-topologie dan de Zariski topologie. Grothendiecks sleutelidee is dat er geen reden is om te werken met open verzamelingen die deelverzamelingen van de algebraïsche variëteit zijn: de definitie van een schoof werkt voor elke site, niet alleen voor de categorie van open deelverzamelingen van een ruimte. Etale cohomologie wordt gedefinieerd door de categorie van open deelverzamelingen van een ruimte te vervangen door de categorie van étale-afbeeldingen naar een ruimte: ruwweg kunnen deze beschouwd worden als open deelverzamelingen van eindige onvertakte bedekkingen van de ruimte. Deze blijken net genoeg extra open verzamelingen te geven om redelijke cohomologiegroepen te krijgen voor sommige constante coëfficiënten, in het bijzonder voor coëfficiënten Z/nZ als n copriem is met de karakteristiek van het veld waarover men werkt.